# Niedźwiedź (powiat kielecki)
Niedźwiedź – wieś w Polsce, położona w województwie świętokrzyskim, w powiecie kieleckim, w gminie Strawczyn.
| SIMC    | Nazwa    | Rodzaj    |
| ------- | -------- | --------- |
| 0273650 | Piaski   | część wsi |
| 0273666 | Podlaski | część wsi |

W latach 1975–1998 miejscowość należała administracyjnie do województwa kieleckiego.
Wierni kościoła rzymskokatolickiego należą do parafii Wniebowzięcia Najświętszej Maryi Panny.
Przez wieś przechodzi  zielona ścieżka rowerowa do Strawczyna.